# Rodengo (famiglia)
I Rodengo furono un'influente famiglia bresciana. 

## Storia
Originariamente i Rodengo svolsero mansioni d'avvocatura presso il monastero cluniacense di San Nicola in Rodengo-Saiano, località da cui trassero il nome. Ben presto i Rodengo, sia per l'importanza che per la quantità dei terreni controllati dall'abbazia, assunsero una posizione di rilievo nella storia bresciana: furono investiti cavalieri, un esponente della famiglia, un certo Tebaldo si dice avesse preso parte ad alcune crociate, entrarono in possesso di grandi appezzamenti di terreno e su di essi edificarono imponenti casali. Uno tra i più grandi e ben conservati è sito in località Solaro presso Gottolengo; il casale aveva inizialmente anche funzioni difensive oltre che d'azienda agricola a corte. Per questo motivo il cascinale ha forma rettangolare ed è costruito con possenti muri e torrioni sui quattro angoli mentre l'unico ingresso è posto a settentrione e su di questo campeggia lo stemma dei Rodengo. In seguito i Rodengo fornirono supporto alla Repubblica di Venezia stanziandole fondi e cavalli; la famiglia estinse i suoi possedimenti nel corso del XIX secolo.

## Stemma
Inquartato; nel primo e quarto d'azzurro, alla croce piena d'argento in capo e due stelle d'oro in punta; nel secondo e terzo di rosso ad un'Y di nero posta in cuore; con una banda d'azzurro, bordata d'oro e caricata di cinque stelle dello stesso; essa banda attraversante sul tutto.

## Personaggi illustri
- Tebaldo Rodengo (XII sec.) cavaliere prese parte ad alcune crociate
- Giacomo Rodengo (XVI sec.) partecipò alla difesa di Brescia dai francesi.
- Paolo Rodengo (XVII sec.) nobile bandito

## Dimore
- Palazzo Rodengo a S.Giustina (Castenedolo)

## Toponimi
- Rodengo-Saiano